# Torture (álbum)
Torture (en español: Tortura) es el duodécimo álbum de estudio de la banda estadounidense de death metal Cannibal Corpse. El álbum fue producido en los estudios Sonic Ranch por Hate Eternal y el guitarrista Erik Rutan (ex Morbid Angel).

## Trabajo
El bajista Alex Webster dijo sobre el disco: 

Después de haber pasado los últimos siete meses escribiendo y ensayando el nuevo material, estamos muy emocionados de finalmente empezar la grabación Hemos tenido un gran éxito trabajando con Erik Rutan en nuestros dos últimos álbumes, así que, he decidido trabajar con él otra vez, pero para mantener las cosas frescas que nos decidimos por un cambio de ubicación -. que estamos volviendo a los estudios Sonic Ranch en Texas, donde hemos grabado varios discos en el pasado estamos emocionados de ver cómo este combinación funciona - creemos que es el emparejamiento que podría resultar en nuestro mejor álbum.

Esta es la primera vez en ocho años que Cannibal Corpse (la última de 2004 es la de The Wretched Spawn) ofrece un cover mórbido. Aunque a diferencia de otros covers de Cannibal Corpse donde dos tenían que ser ilustrado - una censurada y otra con la su violencia gráfica habitual - torture incluye una portada sobre sí misma que representa su violencia gráfica, que sólo puede abrirse una vez que el sello de plástico del producto se retira.

## Lista de canciones
| N.º | Título                                                      | Escritor(es)                   | Duración |  |
| 1.  | «Demented Aggression»                                       | Pat O'Brien, Paul Mazurkiewicz | 3:14     |  |
| 2.  | «Sarcophagic Frenzy»                                        | Rob Barrett                    | 3:42     |  |
| 3.  | «Scourge of Iron»                                           | Alex Webster                   | 4:44     |  |
| 4.  | «Encased in Concrete»                                       | Barrett, Mazurkiewicz          | 3:13     |  |
| 5.  | «As Deep as the Knife Will Go»                              | O'Brien, Mazurkiewicz          | 3:25     |  |
| 6.  | «Intestinal Crank»                                          | Webster                        | 3:54     |  |
| 7.  | «Followed Home Then Killed»                                 | O'Brien, Mazurkiewicz          | 3:36     |  |
| 8.  | «The Strangulation Chair»                                   | Webster                        | 4:09     |  |
| 9.  | «Caged...Contorted»                                         | Barrett                        | 3:53     |  |
| 10. | «Crucifier Avenged»                                         | Webster                        | 3:46     |  |
| 11. | «Rabid»                                                     | Webster                        | 3:04     |  |
| 12. | «Torn Through»                                              | O'Brien, Mazurkiewicz          | 3:11     |  |
| 13. | «Make Them Suffer (live)» (Japanese edition bonus track)    | O'Brien, Mazurkiewicz          | 3:06     |  |
| 14. | «Evisceration Plague (live)» (Japanese edition bonus track) | Webster                        | 4:32     |  |

## Miembros
Cannibal Corpse
- George "Corpsegrinder" Fisher – Vocalista
- Pat O'Brien – Guitarra
- Rob Barrett – Guitarra
- Alex Webster – Bajo
- Paul Mazurkiewicz – Baterista

Personal de apoyo
- Erik Rutan – Guitarra